# The Kite Runner
The Kite Runner is een Amerikaanse dramafilm uit 2007 van Marc Forster. Deze film is gebaseerd op het boek van Khaled Hosseini dat verscheen onder de Nederlandse titel De vliegeraar.
Hoewel de film economisch gezien succesvol was - de opbrengst was bijna vier keer zoveel als het budget - viel de film op sommige plaatsen in cultureel opzicht in minder goede aarde. In Afghanistan werd The Kite Runner verboden omdat "sommige etnische groepen in een verkeerd daglicht worden gezet", aldus de minister van Informatie en Cultuur van dat land. De jonge acteurs werden met de dood bedreigd en vervolgens door Paramount verhuisd naar de Verenigde Arabische Emiraten, alwaar zij door de filmmaatschappij worden beschermd totdat ze volwassen zijn.

## Rolverdeling
| Acteur                | Personage           |
| --------------------- | ------------------- |
| Khalid Abdalla        | Amir als volwassene |
| Zekeria Ebrahimi      | Amir als kind       |
| Homayoun Ershadi      | Baba                |
| Ahmad Khan Mahmidzada | Hassan als kind     |
| Ali Dinesh            | Sohrab              |
| Atossa Leoni          | Soraya              |
| Nasser Memarzia       | Zaman               |
| Shaun Toub            | Rahim Khan          |

## Achtergrond

### Productie
Hoewel het grootste gedeelte van The Kite Runner zich afspeelt in Afghanistan, werd de film voornamelijk opgenomen in het uiterste westen van China, in het oude centrum van de Oeigoerse stad Kashgar. Grote delen van de historische stad die in de film te zien zijn, zijn in 2009 en 2010 in opdracht van de Chinese overheid gesloopt. Dat voor China als filmlocatie was gekozen had te maken met het feit dat filmen in Afghanistan te gevaarlijk was op dat moment. De meeste dialoog is in het Perzische Dari en in het Engels. De kindacteurs spreken in hun moedertaal, maar sommige volwassen acteurs moesten het Perzisch nog leren. Het filmen eindigde op 21 december 2006, en naar verwachting zou de film op 2 november 2007 worden uitgebracht. Deze datum werd echter met zes weken verschoven naar 14 december, nadat bezorgdheid was ontstaan over de veiligheid van de jonge acteurs, die werden bedreigd vanwege de seksueel getinte scènes waarin zij voorkomen.

### Bedreiging acteurs
De kindacteurs en hun families hebben hun zorgen geuit over de situatie waarin zij verkeren na het uitbrengen van de film. Ahmad Khan Mahmidzada (Hassan als kind) zei over een scène: "Ik wil doorgaan met het maken van films en acteur worden, maar de verkrachtingsscène brengt me aan het twijfelen, omdat mijn vrienden het zullen zien en ik mij mogelijk niet meer buiten kan vertonen. Ze zullen denken dat ik ben verkracht." De scène is op een minder schokkende manier opgenomen dan vooraf was gepland: er komt geen naakt in voor en zelfs ondergoed blijft uit beeld; wel wordt aan het einde van de scène enigszins de indruk gewekt van een seksuele handeling, doordat een broek omlaag wordt getrokken, maar zelfs hiervoor werd een body double gebruikt.
Zekeria Ebrahimi (Amir als kind) geeft aan: "We willen in de Verenigde Staten gaan studeren. Het is een modern land en veel veiliger dan hier in Kabul. Als ik rijk word zou ik me zorgen gaan maken over mijn veiligheid. Het is gevaarlijk om geld te hebben vanwege ontvoeringen." Nadat hij vier maanden in Dubai heeft gewoond, waar hij met zijn oom door Paramount naartoe werd gebracht, keerden ze terug naar Kabul in maart 2008. Sinds hij met de dood is bedreigd, blijft Zekeria binnen en krijgt hij thuis les van een oom. Hij zegt te wensen dat hij nooit aan de film had meegewerkt.
Zekeria Ebrahimi en Ahmad Mahmidzada kregen ieder US$17.500 voor hun werk, Ali Dinesh ontving US$13.700; sommigen zijn van mening dat ze onderbetaald zijn.
Paramount verhuisde de acteurs die Amir, Hassan, Sohrab en Omar speelden, elk vergezeld met een familielid, naar de Verenigde Arabische Emiraten. Het bedrijf heeft de verantwoordelijkheid voor de veiligheid van de jongens op zich genomen totdat zij volwassen zijn. De kosten hiervoor worden geraamd op US$500.000.

## Ontvangst
In totaal bracht The Kite Runner US$73.193.878, waarvan US$57.393.800 (78,4%) in de Verenigde Staten. In Nederland was de film in 65 bioscopen te zien en stond het de eerste weken in de top van best bezochte films, met een uiteindelijk bezoekersaantal van ruim 500.000. Het gelijknamige boek was daarvoor ook al succesvol in Nederland: daarvan zijn meer dan 1 miljoen exemplaren verkocht.
Filmcriticus Roger Ebert plaatste de film op de vijfde plaats van beste films uit 2007.

## Prijzen en nominaties
| jaar | prijs           | categorie                    | genomineerde(n)                                                    | uitslag     |
| ---- | --------------- | ---------------------------- | ------------------------------------------------------------------ | ----------- |
| 2007 | Satellite Award | Beste filmmuziek             | Alberto Iglesias                                                   | gewonnen    |
| 2007 | Satellite Award | Beste screenplay - bewerking | David Benioff                                                      | genomineerd |
| 2008 | Academy Award   | Beste filmmuziek             | Alberto Iglesias                                                   | genomineerd |
| 2008 | Golden Globe    | Beste anderstalige film      |                                                                    | genomineerd |
| 2008 | Golden Globe    | Beste filmmuziek             | Alberto Iglesias                                                   | genomineerd |
| 2008 | BAFTA Award     | Beste niet-Engelstalige film | William Horberg, Walter F. Parkes, Rebecca Yeldham en Marc Forster | genomineerd |
| 2008 | BAFTA Award     | Beste muziek                 | Alberto Iglesias                                                   | genomineerd |
| 2008 | BAFTA Award     | Beste screenplay - bewerking | David Benioff                                                      | genomineerd |